# Claudio Carsughi
Claudio Carsughi (Arezzo, 13 de outubro de 1932) é um jornalista, comentarista esportivo e engenheiro ítalo-brasileiro.
Claudio também é mencionado por outros jornalistas e esportistas (entre eles, os pilotos Rubens Barrichello e Felipe Massa, e o jornalista Milton Neves) como Mestre Carsughi.

## História
Nascido em Arezzo, se mudou para Firenze com cinco anos. Comentarista de automobilismo e futebol, Claudio chegou ao Brasil em março de 1946, após o fim da Segunda Guerra. Passou um mês no Rio de Janeiro, antes de vir para São Paulo, onde estudou no Colégio Dante Alighieri.
Desde os 16 anos, foi correspondente do diário italiano Corriere dello Sport, por onde cobriu a Copa do Mundo de 1950.
Entre 1957 e 13 de abril de 2015, foi comentarista esportivo na rádio Jovem Pan, onde cobriu cinco Copas do Mundo consecutivas, entre 1970 e 1986. Entre 1960 e 1963 esteve na rádio Bandeirantes.
Foi editor das revistas Quatro Rodas e Oficina Mecânica, e diretor da revista Auto&Técnica. Também já trabalhou na Gazeta Esportiva, ESPN Brasil, Jornal da Tarde e no canal SporTV.
É engenheiro formado pela Escola Politécnica da Universidade de São Paulo.
Em 2015, é contratado pela Rádio Nacional para fazer parte da equipe esportiva, tendo também participado da programação esportiva da TV Brasil. Ele deixou a emissora em 2017.

### Vida pessoal
É torcedor apaixonado pelo clube italiano de futebol Fiorentina.
Carsughi foi casado com dona Hilda (que morreu em 3 de abril de 2009, vítima de uma embolia) e é pai de dois filhos - Edoardo e Claudia.

### Biografia
Sua filha Claudia Carsughi, também jornalista, concluiu em 4 anos um livro em que reúne lembranças do "Mestre". O livro "Claudio Carsughi - 50 Anos de Brasil" foi lançado em 22 de outubro de 2012.